# Buko pie
El Buko pie és un pastís típic de la gastronomia filipina farcit d'aigua de coco (malauhog). És un plat molt popular com a postres a les Filipines, sent molt similar al pastís de crema. El principal ingredient són la polpa dels cocos joves (buko en idioma filipí). Aquesta variant no empra crema i en lloc d'això s'elabora amb una mena de llet condensada. Existeixen variants d'aquest pastís com el macapuno pie elaborat amb un coco especial que resulta ser de polpa més enganxosa.